# Люлебургаско-Бунархисарска операция
Люлебургаско-Бунархисарската операция от 28 октомври-2 ноември (15 – 20 октомври стар стил) 1912 година е най-кръвопролитната битка през Балканската война. В нея българските войски под общото командване на генерал-лейтенант Радко Димитриев нанасят тежко поражение на османските сили в Източна Тракия, които са принудени да отстъпят към столицата Цариград. Това е най-голямата битка, водена в Европа между Френско-пруската война и Първата световна война.

## Ход на военните действия
След поражението, нанесено им от Първа (командващ генерал-лейтенант Васил Кутинчев) и Трета българска армия (командващ генерал-лейтенант Радко Димитриев) в Лозенградската битка, османските Първи, Втори, Трети и Четвърти корпус отстъпват на югоизток, където при Сарай са разположени Седемнадесети и Осемнадесети корпус. Османското командване използва двудневната почивка, дадена на българските войски след края на Лозенградската операция, за да прегрупира силите си. Те са разположени на 30-километров фронт по линията Люлебургас-Бунархисар, в двата края на която са стратегически важните пътища Одрин-Константинопол и Лозенград-Константинопол. Шестте налични корпуса са разпределени в Първа и Втора източна армия, които заемат съответно левия и десния фланг.
Османската отбранителна линия е достигната от Трета българска армия на 28 октомври. Още същия ден в боевете са въведени и трите ѝ дивизии – Пета пехотна дунавска дивизия (командващ генерал-майор Павел Христов) на левия фланг при Бунархисар, Четвърта пехотна преславска дивизия (командващ генерал-майор Климент Бояджиев) в центъра при Караагач и Шеста пехотна бдинска дивизия (командващ генерал-майор Православ Тенев) на десния фланг при Люлебургас. До вечерта на първия ден от операцията Шеста дивизия успява да завземе град Люлебургас.
На 29 октомври българските войски подновяват опитите си за настъпление, но срещат ожесточена съпротива. През деня до района на бойните действия достигат частите на Първа армия, като Десета пехотна сборна дивизия (командващ генерал-майор Стою Брадистилов) се разполага в най-югозападния край на фронта. Въпреки това османските сили продължават съпротивата и дори предприемат ограничени контраатаки. Особено критично е положението на Четвърта дивизия, където в боя са включени всички резерви.
На 30 и 31 октомври с тежки боеве и значителни загуби Пета и Четвърта дивизия успяват да напреднат с около 5 km в своя участък на фронта. Следобяд на втория ден османските войски започват да отстъпват, но българското командване нарежда настъплението да спре по линията Соуджак-Чонгара-Люлебургас. На 1 ноември настъпление започва и Първа армия на десния фланг, а Шеста дивизия осъществява пробив в района на Сатъкьой.
През нощта на 2 ноември османските войски предприемат общо отстъпление, което остава незабелязано от българското командване. Българските войски губят контакт с противника, като голяма част от османските сили успяват да отстъпят към укрепените позиции при Чаталджа. В Чаталджанската операция две седмици по-късно те прекратяват българското настъпление.

## Галерия
- Турски войски напускат бойното поле по време на Битката при Люлебургас
- Турски войски отстъпват от Люлебургас през моста при Каръштъран